# پروانه‌ها (فیلم ۱۹۹۳)
«پروانه‌ها» (انگلیسی: Butterflies (1993 film)) یک فیلم است که در سال ۱۹۹۳ منتشر شد.